# Arthrostylidium judziewiczii
Arthrostylidium judziewiczii là một loài tre thuộc chi Arthrostylidium trong họ Hòa thảo. Loài này có nguồn gốc từ Trung Mỹ, Tây Ấn, phía bắc Nam Mỹ, và phía nam Mexico. Loài này được Davidse mô tả khoa học đầu tiên năm 1992.